# Aoxomoxoa
| 전문가 평가                   | 전문가 평가 |
| 평가 점수                     | 평가 점수   |
| 출처                          | 점수        |
| ----------------------------- | ----------- |
| AllMusic                      | [ 1 ]       |
| Encyclopedia of Popular Music | [ 2 ]       |
| The Village Voice             | A           |

《Aoxomoxoa》는 미국의 사이키델릭 록 밴드 그레이트풀 데드의 세 번째 스튜디오 음반이다. 16트랙 기술을 사용하여 녹음된 최초의 록 음반 중 하나로, 팬들과 비평가들은 모두 이 시대를 밴드의 실험적인 정점으로 여긴다.
《롤링 스톤》은 이 음반을 리뷰하면서 "그 어떤 음악도 그렇게 섬세하고 사랑스럽고 생동감 있는 라이프 스타일을 유지하지 못한다"고 언급했다. 이 음반은 1997년 5월 13일, 미국 음반 산업 협회에 의해 골드 인증을 받았다. 1991년 《롤링 스톤》은 《Aoxomoxoa》를 역대 8번째 베스트 음반 커버로 선정했다.

## 배경 및 성장
그 음반은 그 밴드에게 있어 일련의 첫 번째 음반이었다. 이 음반은 밴드가 원래 고향인 샌프란시스코 또는 근처에서 완전히 녹음한 첫 번째 음반이다. 이 음반은 피아니스트 톰 콘스탄틴이 정식 멤버로 포함된 유일한 스튜디오 음반이다. 또한 로버트 헌터가 밴드에 전업 기부자로 참여한 첫 번째 곡이기도 하며, 따라서 밴드의 남은 존속 기간 동안 지속된 제리 가르시아와 로버트 헌터의 작곡 파트너쉽을 공고히 했다. 또한 이 밴드가 어쿠스틱 편곡(〈Mountains of the Moon〉, 〈Rosemary〉, 〈Dupree's Diamond Blues〉와 같이)을 선보인 것은 이번이 처음이며, 이는 다음 두 스튜디오 음반의 초점이 될 것이다.
《Aoxomoxoa》에 실린 노래들 중 일부는 라이브로 짧게 재생되었다가 삭제되었다. 〈China Cat Sunflower〉만이 밴드 활동을 통해 주류가 되었고, 〈Dupree's Diamond Blues〉는 1971년까지 연주되었다가 1976년과 1977년에 부활했고 그 후 몇 차례 연주되었다. 마찬가지로, 〈Cosmic Charlie〉는 1976년에 몇 번 더 연주되었다.

## 곡 목록
모든 곡들은 특별한 언급이 없는 한 제리 가르시아와 로버트 헌터에 의해 작사/작곡하였다.
| #  | 제목                       | 작사·작곡               | 재생 시간 |
| -- | -------------------------- | ----------------------- | --------- |
| 1. | 〈St. Stephen〉            | 가르시아, 필 레시, 헌터 | 4:26      |
| 2. | 〈Dupree's Diamond Blues〉 |                         | 3:32      |
| 3. | 〈Rosemary〉               |                         | 1:58      |
| 4. | 〈Doin' That Rag〉         |                         | 4:41      |
| 5. | 〈Mountains of the Moon〉  |                         | 4:02      |

| #  | 제목                          | 재생 시간 |
| -- | ----------------------------- | --------- |
| 1. | 〈China Cat Sunflower〉       | 3:40      |
| 2. | 〈What's Become of the Baby〉 | 8:12      |
| 3. | 〈Cosmic Charlie〉            | 5:29      |